# Peter von Münichsdorf
Peter von Münichsdorf (* nach 1400 in Niedermünchsdorf; † 1483 in Niederaltaich) war ein  Benediktiner und von 1454 bis 1466 als Peter II. Abt der Abtei Niederaltaich.
Das Abbatiat Peters II. war von erneuten Streitigkeiten mit den Herren  von Degenberg um die ursprünglich  ihnen gehörenden und dem Kloster übereigneten Besitzungen bei Frauenau und Zwiesel überschattet. Das Gericht Herzog Albrechts IV. lehnte die Ansprüche der Degenberger ab, die  Appellation an Kaiser Friedrich III. wies diese an das landesherrliche Gericht zurück. Abt Peter, der 1466 das Amt niederlegen musste, konnte das für Niederaltaich günstige Urteil nicht mehr erleben.